# Cordura

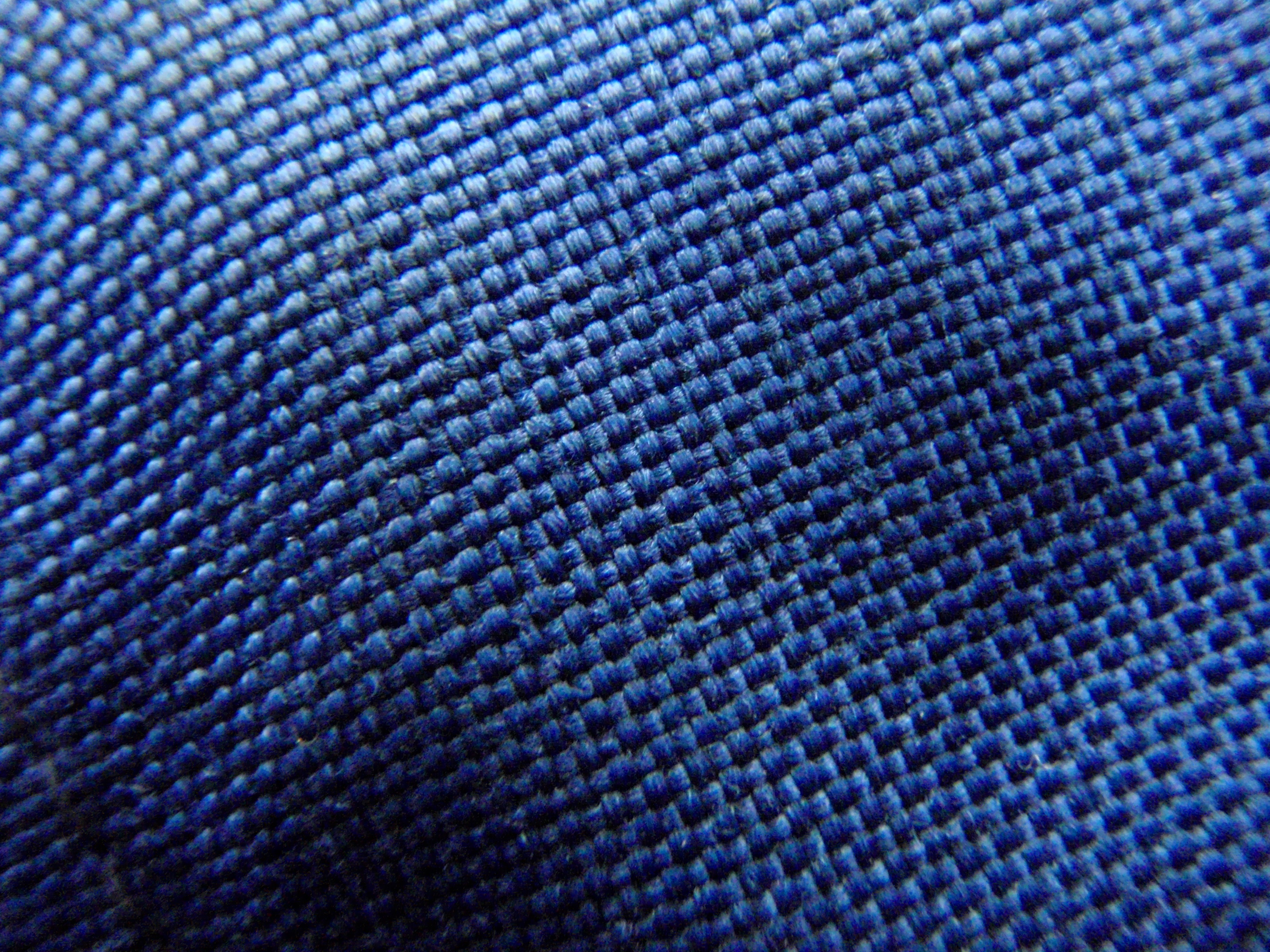
Tejido de Cordura®.

La cordura es el nombre de un tejido de nailon (poliamida) de DuPont. Como marca comercial surgió en 1929 como desarrollo a partir del rayón. Posteriormente pasó a ser una fibra sintética de alto rendimiento, fabricada por Invista. En concreto, se trata de un nailon 6-6, esto es, un polímero de ácido adípico y hexametilendiamina. Por ser más resistente al rasgado que el nailon, se emplea para la fabricación de ropa y accesorios tanto civiles (chaquetas de motorista, mochilas y trajes de ski) como militares (mochilas de alta resistencia, botas, guantes, etc).